# Levi Eshkol
Levi Eshkol (tiếng Hebrew: לֵוִי אֶשְׁכּוֹל; listenⓘ, tên khai sinh Levi Yitzhak Shkolnik (tiếng Hebrew: לוי יצחק שקולניק)‎ 25 tháng 10 năm 1895 – 26 tháng 2 năm 1969) là chính khách Israel giữ chức Thủ tướng thứ 3 của Israel từ năm 1963 đến khi ông mất do bị đau tim vào năm 1969. Là người thành lập Đảng Lao động Israel, ông đã giữ nhiều chức vụ cấp cao, bao gồm Bộ trưởng Quốc phòng (1963–67) và Bộ trưởng Tài chính (1952–63).